# Rosi Mittermaier
Rosa Anna Katharina „Rosi“ Mittermaier-Neureuther, geborene Mittermaier (* 5. August 1950 in München; † 4. Januar 2023 in Garmisch-Partenkirchen), war eine deutsche Skirennläuferin.
Nach neun Jahren im Alpinen Skiweltcup gewann sie bei den Olympischen Winterspielen 1976 in Innsbruck zwei Goldmedaillen in der Abfahrt und im Slalom sowie die Silbermedaille im Riesenslalom. Im selben Winter entschied sie die Gesamtwertung des Weltcups für sich und beendete anschließend ihre aktive Laufbahn.
Auch nach ihrem Karriereende blieb Mittermaier populär und als Werbeträgerin, Sportbotschafterin sowie Sachbuchautorin gemeinsam mit ihrem Ehemann Christian Neureuther in den Medien präsent. Sie trug den Beinamen Gold-Rosi und wurde 2006 als erster Wintersportler in die von ihr mitgegründete Hall of Fame des deutschen Sports aufgenommen.

## Persönliches
Rosa „Rosi“ Mittermaier wurde 1950 in München als Tochter des Kaufmanns Heinrich Mittermaier (1911–2009) und der Köchin Rosa Mittermaier geboren. Ihre Zwillingsschwester war bei der Geburt gestorben. Die Eltern bewirtschafteten auf der Winklmoos-Alm zunächst ein Gasthaus und später ein Studentenheim. Sie war römisch-katholisch.
Ihr Vater war staatlich geprüfter Skilehrer, führte ab 1966 eine eigene Skischule und förderte die Skikarrieren seiner Töchter Heidi, Rosi und Evi Mittermaier. Auch Heidi (* 1941) und Evi (* 1953) zählten als Skirennläuferinnen zur nationalen Spitze und nahmen mehrmals an Olympischen Spielen und Weltmeisterschaften teil. Während Heidi Mittermaier ihre Karriere 1966 beendete, bevor Rosi auf internationaler Ebene antrat, starteten die beiden jüngeren Schwestern von 1974 bis 1976 gemeinsam im Weltcup.
In Reit im Winkl besuchte Mittermaier die Grund- und Hauptschule, wobei sie in den ersten drei Schuljahren wegen des weiten Schulwegs größtenteils bei einer Pflegefamilie im Ort wohnte. Sie absolvierte anschließend eine Ausbildung als Hotelfachfrau bei ihren Eltern, war aber nie in dem Beruf tätig. Am 7. Juni 1980 heiratete sie den Skirennläufer Christian Neureuther, mit dem sie seit den Anfängen ihrer Laufbahn eine Freundschaft verband und der sie bereits während ihrer aktiven Zeit beriet. Aus der Ehe gingen zwei Kinder hervor, die Modedesignerin Ameli Neureuther (* 1981) und Felix Neureuther (* 1984), der als Skirennläufer ebenfalls mehrere WM-Medaillen gewann.

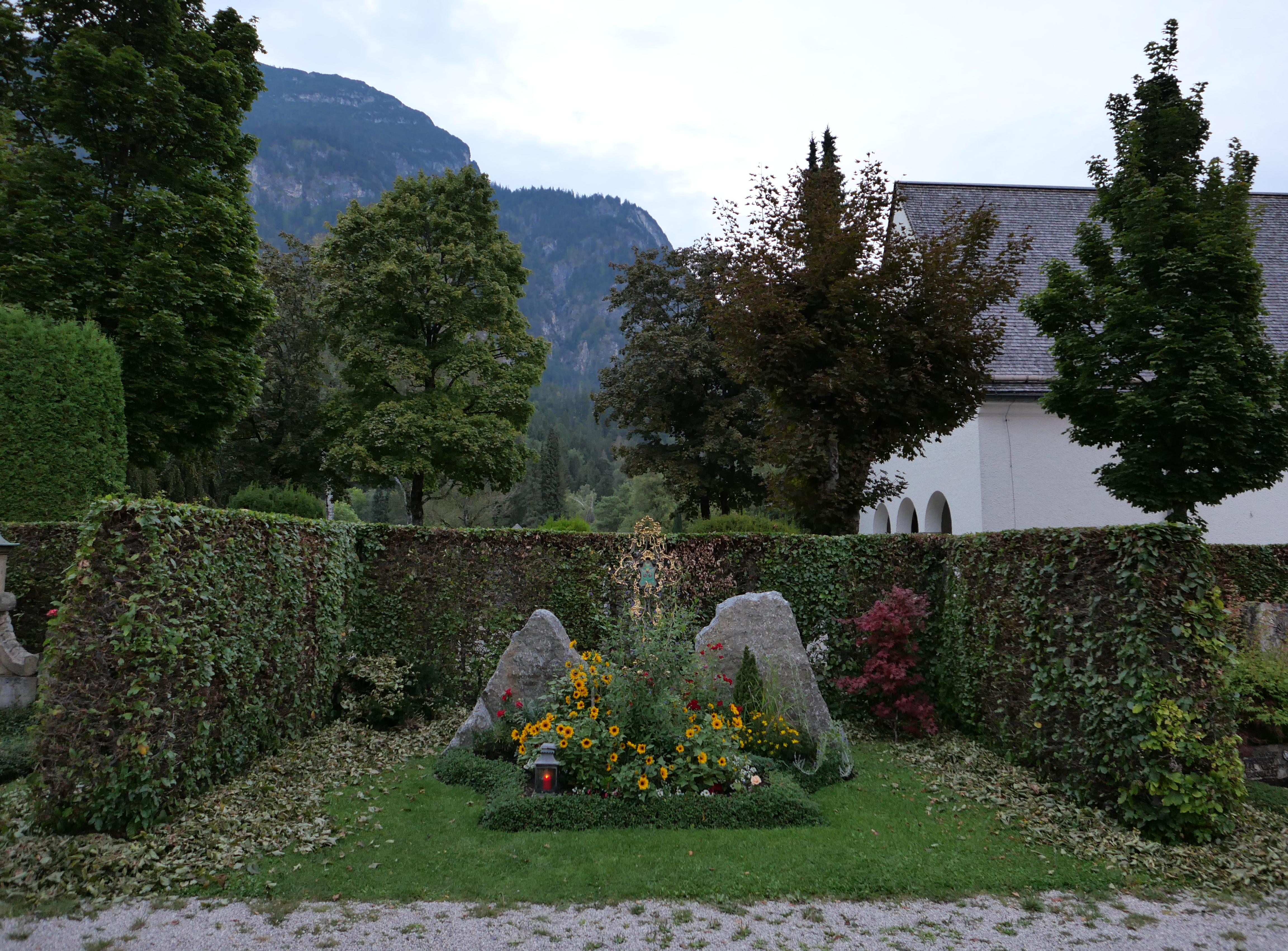
Das Grab im Jahr 2024

Neben dem Skifahren verfolgte Mittermaier weitere Sportarten als Hobbys. In ihrer Autobiographie von 1976 nannte sie dabei das Fallschirmspringen an erster Stelle, gefolgt vom Tauchen. Im Frühjahr 1973 verletzte sie sich auf Hawaii beim Surfen und verpasste dadurch den Saisonabschluss und den möglichen Sieg im Slalom-Weltcup. Später wandte sie sich dem Nordic Walking zu und gehörte in den 2000er Jahren gemeinsam mit ihrem Ehemann zu den prominentesten Vertretern der Sportart.
Rosi Mittermaier starb nach schwerer Erkrankung im Januar 2023 im Alter von 72 Jahren in Garmisch-Partenkirchen. Ihre Urne wurde rund ein halbes Jahr nach ihrem Tod auf dem Friedhof im Ortsteil Garmisch beigesetzt. Neben ihrem Grabstein – einem Felsbrocken, dessen Form an einen Berg erinnert – mit der Aufschrift Rosi Mittermaier-Neureuther befindet sich ein zweiter Grabstein, der offensichtlich für ihren Mann vorgesehen ist.

## Laufbahn

### Anfänge und Weltcupsiege (bis 1975)
Mittermaier wuchs auf der Winklmoos-Alm in den Chiemgauer Alpen auf und begann im Alter von sechs Jahren mit dem Skifahren. Während der Schulzeit wurde sie von ihrem Vater trainiert und gewann lokale Schüler- und Jugendrennen. Bei zwei Skiunfällen mit zwölf Jahren brach sie sich erst einen Knöchel, kurz vor der Verheilung den Unterschenkel am selben Bein und konnte mehrere Monate nicht Ski fahren. In den folgenden Wintern nahm sie an deutschen Jugendmeisterschaften teil und trainierte im Herbst 1965 erstmals mit der Nationalmannschaft.
Ab der Saison 1966/67 startete Mittermaier international und trat auch bei Wettbewerben des erstmals ausgetragenen Alpinen Skiweltcups an. Im selben Jahr gewann sie ihre erste Deutsche Meisterschaft in der Kombination, der bis 1973 dreizehn weitere nationale Titel in der Kombination sowie in den technischen Disziplinen Slalom und Riesenslalom folgten. Auch im Weltcup etablierte sich Mittermaier als beste Sportlerin in dem von Klaus Mayr trainierten deutschen Team:
In der höchsten Wettkampfserie des alpinen Skisports kam sie im Slalom von Aspen im März 1968 erstmals unter die ersten drei und gewann mit dem Slalom von Schruns im Januar 1969 (Goldschlüsselrennen) ihr erstes Weltcup-Rennen.
In der Gesamtwertung erreichte sie von 1968 bis 1975 konstant Platzierungen unter den vorderen fünfzehn, ab 1972 gehörte sie stets zu den besten sieben Athletinnen (mit einem dritten Rang im Winter 1974/75 als vorerst bestem Ergebnis). Sie entschied weitere Slalomwettkämpfe für sich und belegte in der Slalomwertung 1973 und 1974 den zweiten Rang.
In ihrer Autobiographie schrieb Mittermaier später, sie habe sich zu Beginn ihrer Karriere vor allem an der etwas jüngeren Französin Michèle Jacot gemessen. Jacot, die 1970 den Gesamtweltcup gewann und Kombinationsweltmeisterin wurde, zählte wie die 1,63 Meter große und 54 Kilogramm schwere Mittermaier zu den zierlichen und leichten Skirennläuferinnen im Feld. Unter anderem auf die Körpergröße führte Mittermaier die unterschiedlichen Fahrstile unter den Weltcupläuferinnen zurück. Als charakteristisch für den eigenen Stil betrachtete Mittermaier das parallele Fahren bei geschlossener Skiführung. Mit dem vergleichsweise engen Anfahren der Torstangen sei sie ein höheres Ausfallrisiko durch Einfädler eingegangen als die eher breitbeinig laufenden Sportlerinnen, zu denen sie etwa die Österreicherin Annemarie Pröll (ab ihrer Hochzeit 1973: Moser-Pröll) zählte. Pröll folgte als Gesamtweltcupsiegerin auf Jacot, gewann diese Wertung von 1971 bis 1975 fünfmal in Serie und wurde von Mittermaier als „geborene[r] Typ der Siegerin“ angesehen. In der Saison 1975 galt Mittermaier als einzige größere Rivalin für Moser-Pröll, brach sich aber im Februar bei einem Trainingsunfall in der Axamer Lizum (einem Zusammenstoß mit einem Touristen) den linken Arm und fiel für den Großteil der restlichen Saison aus.
Während Mittermaier im Weltcup regelmäßig – bis 1975 in 28 Rennen – Plätze unter den ersten drei erreichte, verpasste sie zunächst durchgehend die Medaillenränge bei den Großereignissen. Bei Olympischen Winterspielen ging sie erstmals im Alter von 17 Jahren 1968 in Grenoble an den Start, wo sie als bestes Ergebnis den 20. Platz im Riesenslalom belegte. Vier Jahre später in Sapporo erreichte sie ausschließlich in der Abfahrt (der Teildisziplin, in der sie im Weltcup die schwächsten Ergebnisse erzielte) als Sechste die vorderen zehn. Bei den Alpinen Skiweltmeisterschaften 1970 in Gröden schied sie im zweiten Slalomdurchgang aus, nachdem sie im ersten Lauf den dritten Zwischenrang belegt hatte; in St. Moritz 1974 wurde sie Slalomsechste. Später führte Mittermaier ihre ausbleibenden Erfolge bei Weltmeisterschaften und Olympischen Spielen in erster Linie auf Konzentrationsschwächen zurück.

### Erfolg im Gesamtweltcup und Doppelolympiasieg (1975/76)
Mit 25 Jahren zählte Mittermaier zu Beginn der Saison 1975/76, deren Höhepunkt die Olympischen Winterspiele in Innsbruck bildeten, zu den ältesten und erfahrensten Athletinnen im Weltcup. Nach den Spielen sagte sie, angesichts des nahenden Karriereendes habe sie „es endlich zu mehr bringen“ wollen und daher erstmals ein intensives Sommertraining verfolgt. Zu ihrer Hauptkonkurrentin entwickelte sich die sechs Jahre jüngere Lise-Marie Morerod aus der Schweiz, nachdem Moser-Pröll am Anfang des Winters ihren Rücktritt vom aktiven Sport erklärt hatte. Bis Ende Januar gewann Morerod sechs der zwölf Wettkämpfe im Slalom und Riesenslalom, in denen Mittermaier jeweils den zweiten Rang belegte. Mittermaier gewann die Kombination von Cortina im Dezember sowie am 22. Januar den Slalom in Bad Gastein, wo sie einen Tag zuvor in der Abfahrt den letzten Platz unter 54 Teilnehmerinnen belegt hatte. Da ihre Ergebnisse in der Abfahrt insgesamt dennoch besser waren als die Morerods, übernahm Mittermaier frühzeitig die deutliche Führung im Gesamtweltcup vor der Schweizerin. Nach zwei weiteren Siegen beim Saisonabschluss im März gewann sie die Wertung mit 281 gegenüber Morerods 214 Punkten.
Bei den Olympischen Winterspielen in Innsbruck im Februar 1976 gewann Mittermaier bei allen drei alpinen Ski-Wettbewerben eine Medaille: Am 8. Februar entschied sie die Abfahrt mit einer halben Sekunde Vorsprung auf Brigitte Totschnig für sich und gewann damit als erste deutsche Skirennläuferin seit Heidi Biebl 1960 eine olympische Goldmedaille – zuvor hatte Mittermaier im Weltcup nie in einem Abfahrtsrennen gesiegt. Drei Tage später gewann sie auch im Slalom mit der Laufbestzeit im zweiten Durchgang, nachdem zunächst ihre Teamkollegin Pamela Behr in Führung gelegen hatte. Im abschließenden Riesenslalom am 13. Februar belegte sie den zweiten Rang mit zwölf Hundertstelsekunden Rückstand auf die Kanadierin Kathy Kreiner. Die olympischen Erfolge Mittermaiers zählten gleichzeitig auch als WM-Medaillen, da die Olympiarennen zwischen 1948 und 1980 auch als Alpine Skiweltmeisterschaften galten. Hier gewann sie zusätzlich den Titel in der nichtolympischen Kombination, die sich aus den Ergebnissen der anderen drei Rennen zusammenrechnete. Aus dem gesamten bundesdeutschen Olympiateam von 1976 war Mittermaier die einzige Goldmedaillengewinnerin und hatte die Ehre bei der Schlussfeier als Fahnenträgerin die bundesdeutschen Mannschaft ins Bergisel-Stadion zu führen. Gemeinsam mit der sowjetischen Skilangläuferin Raissa Smetanina hatte sie die erfolgreichste Medaillenbilanz aller Teilnehmer.
Als letztes Skirennen fuhr Mittermaier zwei Monate nach ihren Olympiasiegen und einen Monat nach dem Gewinn des Gesamtweltcups im April 1976 einen Riesenslalom im schwedischen Tärnaby. Am 31. Mai 1976 erklärte sie anlässlich einer Pressekonferenz ihren Rücktritt vom aktiven Skisport.

### Werbeauftritte und gesellschaftliches Engagement

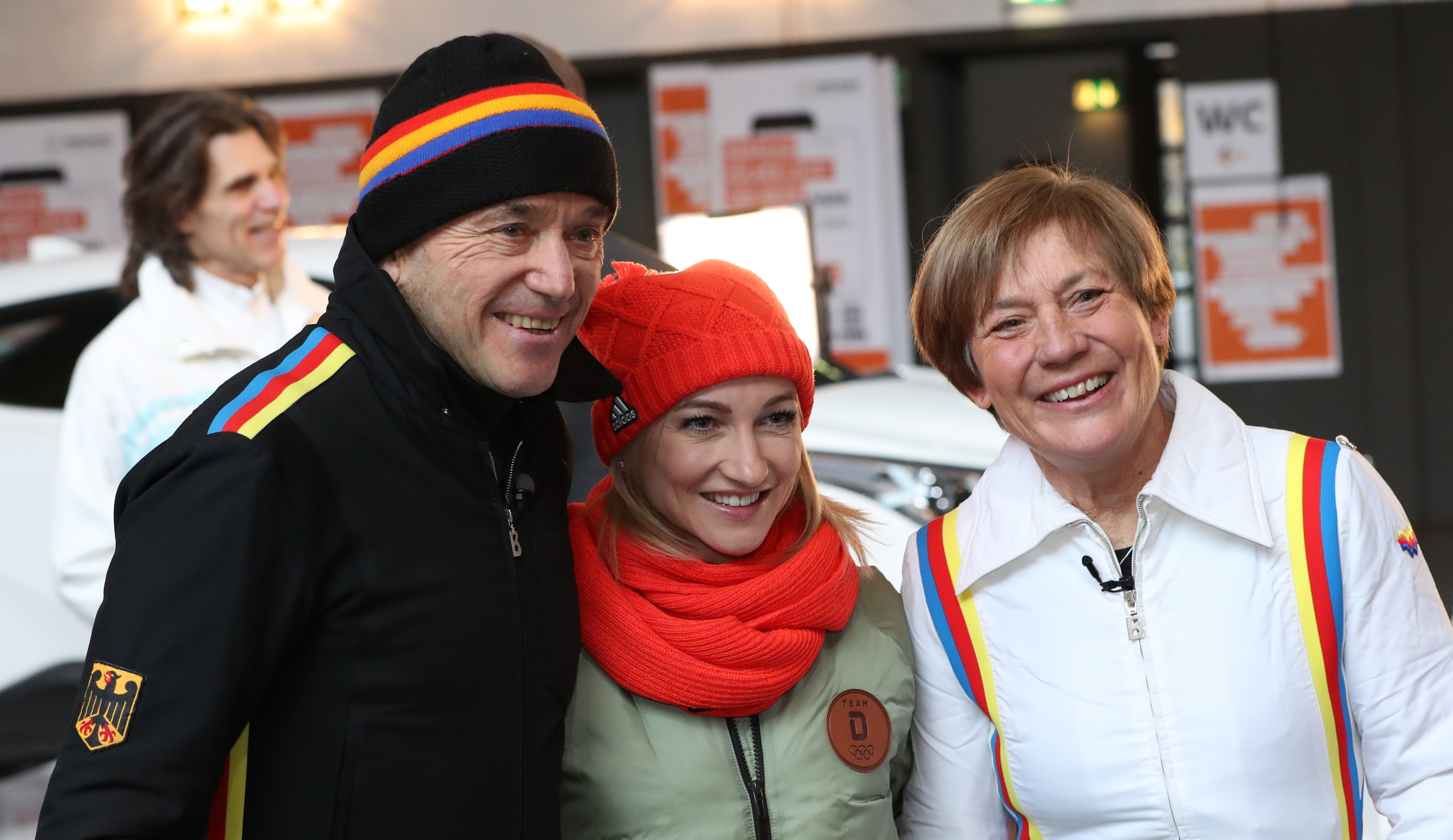
Mittermaier (re.) mit ihrem Mann Christian Neureuther (li.) und der Eiskunstläuferin Aljona Savchenko bei der Einkleidung der deutschen Olympiamannschaft 2018

Gleichzeitig mit ihrem Karriereende gab Mittermaier einen Vertragsabschluss bei der US-amerikanischen Sportagentur International Management Group von Mark McCormack bekannt. Sie stand damit als einzige Deutsche in einer Reihe mit Sportlern wie dem Skifahrer Jean-Claude Killy, dem Formel-1-Weltmeister Jackie Stewart oder dem Wimbledonsieger Björn Borg. Während der drei Jahre laufenden und mit zwei Millionen Mark dotierten Vertragszeit entwarf sie eine Wintersportkollektion, warb unter anderem für Skiartikel und verbrachte einen Großteil der Zeit mit teils internationalen Werbeterminen.
Rosi Mittermaier und ihr Ehemann Christian Neureuther waren auch Mitglied im Team der Fernsehshow Dalli Dalli.
Medial war Mittermaier in den späten 1970er Jahren außerdem an der Skigymnastik-Serie Tele-Ski des Bayerischen Rundfunks beteiligt, später co-kommentierte sie 1992 und 1994 die olympischen Skirennen für den Sportsender Eurosport. Gemeinsam mit ihrem Ehemann Christian Neureuther betrieb sie zwischenzeitlich ein Sportgeschäft in Garmisch-Partenkirchen sowie ein Landgasthaus in Reit im Winkl. Das Paar veröffentlichte verschiedene Bücher, unter anderem 2006 einen Nordic-Walking-Ratgeber und 2012 einen Führer mit Schneeschuhtouren.
1997 wurde Mittermaier zur nationalen Botschafterin für Sport, Toleranz und Fair Play ernannt. Sie engagierte sich vielseitig für gute Zwecke, übernahm 1999 die Schirmherrschaft der neu gegründeten Deutschen Kinderrheuma-Stiftung und war Botschafterin der Initiative gegen Knochenschwund. Als Unterstützerin der Christoffel-Blindenmission reiste sie mit ihrem Mann unter anderem nach Nepal und Tansania. Zudem warb das Paar für die letztlich gescheiterten Bewerbungen Münchens um die Winterspiele 2018 und 2022.

## Öffentliches Bild und Würdigung

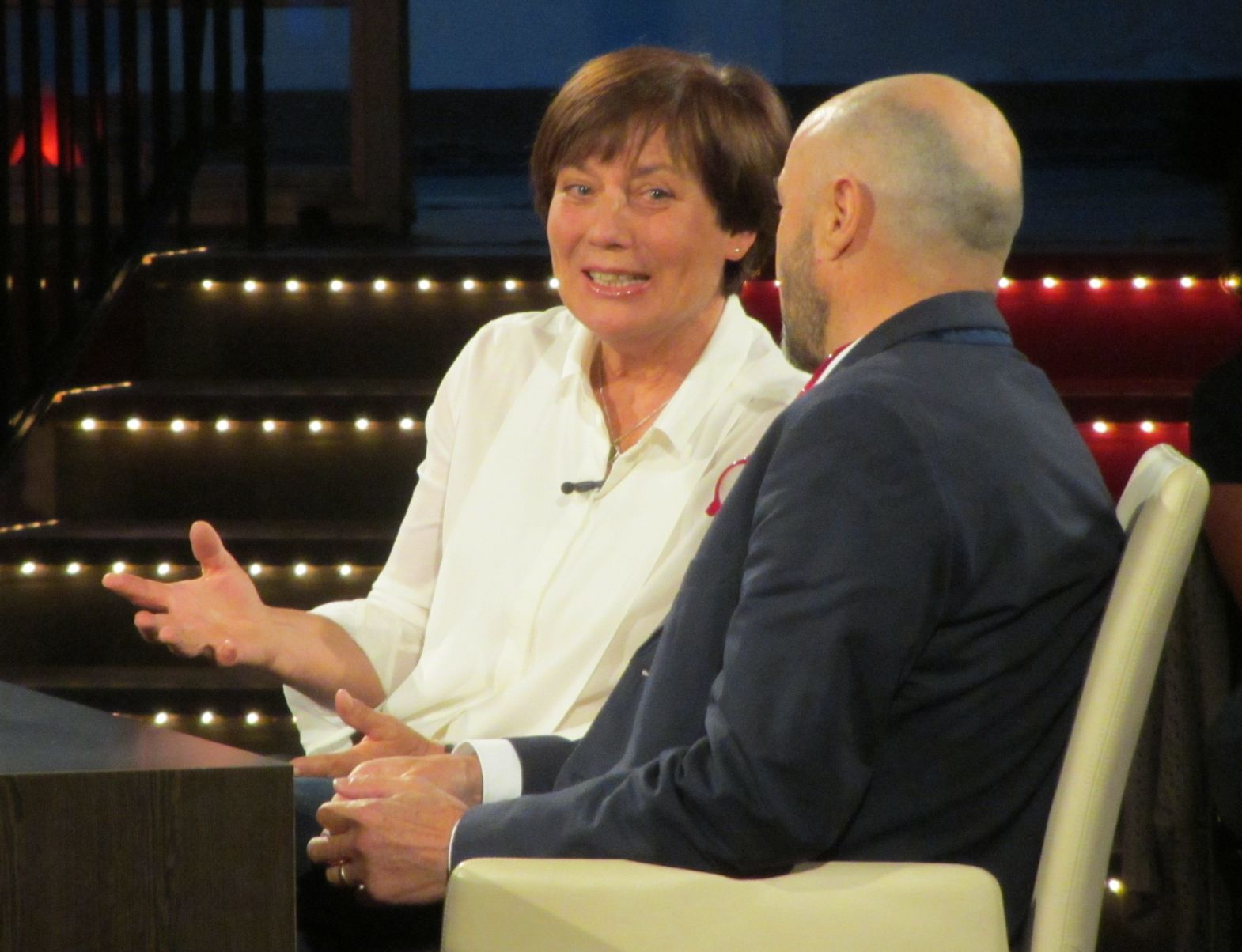
Rosi Mittermaier (li.) und Ehemann Christian Neureuther (re.) in der SWR-Fernsehsendung Menschen der Woche (2013)

Die Olympiasiege Mittermaiers begründeten eine große öffentliche Popularität, die weit über ihre aktive sportliche Laufbahn hinaus andauerte. Als vielfach von Medien und Fans verwendeter Beiname etablierte sich Gold-Rosi. Nach ihren Erfolgen von Innsbruck erhielt sie nach eigener Angabe innerhalb eines Monats 40.000 Fanbriefe. Das Elternhaus Mittermaiers auf der Winklmoos-Alm erfuhr so hohe Besucherzahlen, dass die Familie in den ersten Stock zog, um ihre Privatsphäre zu schützen.
Mittermaier galt als ausgesprochen bodenständig und erhielt in ihrer Biographie die Zuschreibung, sie sei „wahrscheinlich der natürlichste [Superstar], den es je im Sportbereich gegeben hat“. Ihr Ehemann bezeichnete sie als „Leistungssportlerin ohne Ehrgeiz“, sie selbst erklärte, sie möge „[d]ieses ganze Verbissene, Extreme“ nicht gern. In ihrer aktiven Zeit sah Mittermaier ihre Mitläuferinnen als Freundinnen und betrachtete gegenseitige Unterstützung und Hilfestellungen als selbstverständlich. Im Rückblick beschrieb Herbert Riehl-Heyse in der Süddeutschen Zeitung sie als „freundliche[s] bayerische[s] Dorfmädchen“ mit natürlichem Charme und Ausstrahlung, das sich zu „so etwas wie [die] Miss Bundesrepublik“ entwickelt habe. Der Spiegel stellte die „immerfrohe“ Mittermaier als Kontrast dar zu dem von „nüchterne[m] Professionalismus“ geprägten Athletentyp im Skisport späterer Jahrzehnte. Das vielfach – beispielsweise in Fernsehshows – gemeinsam auftretende Ehepaar Mittermaier-Neureuther gilt als skandalfreies „Musterpaar“ und „eingespieltes Team“, in dem Neureuther den Part des Unterhalters übernehme und Mittermaier eher ruhig auftrete.
Die bundesdeutschen Sportjournalisten wählten Mittermaier zur Sportlerin des Jahres 1976, die Internationale Vereinigung der Ski-Journalisten (AIJS) zeichnete sie im selben Jahr mit dem Skieur d’Or aus. Als Nachfolgerin Ulrike Meyfarths erhielt sie zudem ebenfalls 1976 den Bravo Otto in Gold in der Kategorie Sportlerin. Schon 1974 hatte sie hinter Meyfarth den zweiten Rang in dieser Kategorie belegt. Der 1982 eröffnete höchstgelegene Straßentunnel Europas in den Ötztaler Alpen wurde nach ihr Rosi-Mittermaier-Tunnel benannt. Ebenso ist sie Namenspatin des 1988 eröfftenten, 975 Meter langen Rosi-Tunnels zum Bahnhof Zugspitzplatt an der Bayerischen Zugspitzbahn.
2004 nahm Mittermaier für die CSU als Mitglied der 12. Bundesversammlung an der Wahl des Bundespräsidenten teil. Sie erhielt ferner mehrere vom Freistaat Bayern verliehene Orden und Medaillen – darunter den Bayerischen Verdienstorden 2007 – und 2019 gemeinsam mit ihrem Ehemann die Ehrenbürgerwürde von Garmisch-Partenkirchen. Bereits acht Jahre zuvor hatte sie als zentrale Botschafterin für die in der Gemeinde stattfindenden Alpinen Skiweltmeisterschaften fungiert.
Die Stiftung Deutsche Sporthilfe ehrte Mittermaier 2001 mit der zweiten verliehenen Goldenen Sportpyramide und hob dabei insbesondere ihr gesellschaftliches Engagement hervor. Als eines von 40 Gründungsmitgliedern – und als zunächst einzige Wintersportlerin – wurde sie 2006 in die neu gegründete Hall of Fame des deutschen Sports aufgenommen. Der Sportjournalist Wolfgang Uhrig zählte sie anlässlich dessen zu den „Volkshelden, die den Menschen und damit dem Volk einen gewissen Stolz auf ihre Nation gaben oder geben“.

## Erfolge

### Olympische Spiele (auch WM)
- Grenoble 1968: 20. Riesenslalom, 25. Abfahrt
- Sapporo 1972: 6. Abfahrt, 12. Riesenslalom, 17. Slalom
- Innsbruck 1976: 1. Abfahrt, 1. Slalom, 2. Riesenslalom, 1. Kombination (nur WM)

### Weltmeisterschaften
- Gröden 1970: 5. Kombination, 7. Riesenslalom
- St. Moritz 1974: 6. Slalom

### Weltcupwertungen
Rosi Mittermaier gewann in der Saison 1975/76 den Gesamtweltcup sowie die Disziplinenwertungen in Slalom und Kombination.
| Saison  | Gesamt | Gesamt | Abfahrt | Abfahrt | Riesenslalom | Riesenslalom | Slalom | Slalom | Kombination | Kombination |
| Saison  | Platz  | Punkte | Platz   | Punkte  | Platz        | Punkte       | Platz  | Punkte | Platz       | Punkte      |
| ------- | ------ | ------ | ------- | ------- | ------------ | ------------ | ------ | ------ | ----------- | ----------- |
| 1967    | 27.    | 6      | –       | –       | –            | –            | 19.    | 6      | –           | –           |
| 1968    | 12.    | 47     | –       | –       | 8.           | 29           | 11.    | 18     | –           | –           |
| 1968/69 | 7.     | 98     | 5.      | 20      | 11.          | 27           | 4.     | 51     | –           | –           |
| 1969/70 | 11.    | 74     | 12.     | 7       | 10.          | 25           | 8.     | 42     | –           | –           |
| 1970/71 | 14.    | 59     | 15.     | 5       | 9.           | 29           | 13.    | 25     | –           | –           |
| 1971/72 | 6.     | 110    | 10.     | 12      | 7.           | 32           | 4.     | 66     | –           | –           |
| 1972/73 | 4.     | 131    | 9.      | 23      | 8.           | 40           | 2.     | 80     | –           | –           |
| 1973/74 | 7.     | 116    | 11.     | 10      | 13.          | 18           | 2.     | 87     | –           | –           |
| 1974/75 | 3.     | 166    | 6.      | 49      | 7.           | 36           | 7.     | 52     | –           | –           |
| 1975/76 | 1.     | 281    | 9.      | 30      | 3.           | 91           | 1.     | 110    | 1.          | 45          |

### Weltcupsiege
Mittermaier errang insgesamt 41 Podestplätze im Alpinen Skiweltcup, darunter 10 Siege:
| Datum             | Ort               | Land             | Disziplin    |
| ----------------- | ----------------- | ---------------- | ------------ |
| 16. Januar 1969   | Schruns           | Österreich       | Slalom       |
| 14. März 1970     | Voss              | Norwegen         | Slalom       |
| 2. Februar 1973   | Schruns           | Österreich       | Slalom       |
| 27. Februar 1974  | Abetone           | Italien          | Slalom       |
| 8. März 1974      | Vysoké Tatry      | Tschechoslowakei | Slalom       |
| 13. Dezember 1974 | Cortina d’Ampezzo | Italien          | Slalom       |
| 17. Dezember 1975 | Cortina d’Ampezzo | Italien          | Kombination  |
| 22. Januar 1976   | Bad Gastein       | Österreich       | Slalom       |
| 5. März 1976      | Copper Mountain   | USA              | Riesenslalom |
| 6. März 1976      | Copper Mountain   | USA              | Slalom       |

Die Datenbank des Internationalen Skiverbandes (Fédération Internationale de Ski, FIS) vermerkt darüber hinaus 67 weitere Top-Ten-Platzierungen Mittermaiers in der höchsten Wettkampfserie.
Außerhalb des Weltcups siegte Mittermaier im Slalom am 8. Dezember 1971 in Val-d’Isère, womit sie sich dort auch den Kombinationssieg des „Kriteriums des ersten Schnees“ holte. Hinzu kommen Erfolge beim vorolympischen Slalom in Sapporo am 13. Februar 1971 (wo sie zuvor bereits am 8. und 11. Februar jeweils Zweite in der Abfahrt und im Riesenslalom geworden war) sowie am 17. Februar 1974 beim Holmenkollenrennen am Kirkerudbakken im Riesenslalom und in der Kombination.

## Preise und Auszeichnungen (Auswahl)
- 1974: Bravo Otto in Silber
- 1976: Bravo Otto in Gold
- 1976: Deutschlands Sportlerin des Jahres
- 1976: Skieur d’Or
- 1976: Ehrenlöwe von Radio Luxemburg
- 1977: Bambi in der Kategorie „Packendste Sportszene“
- 1981: Goldene Kamera in der Leserwahl zur besten Sportlerin (verliehen 1982)
- 1999: Olympischer Orden
- 2000: Georg von Opel-Preis in der Kategorie „Sportler in sozialer Verantwortung“
- 2007: Bayerischer Verdienstorden
- 2008: Bayerische Staatsmedaille für Verdienste um Umwelt und Gesundheit
- 2009: Bayerischer Sportpreis
- 2013: Bayerische Staatsmedaille für soziale Verdienste
- 2014: Medaille für besondere Verdienste um Bayern in einem Vereinten Europa
- 2018: Bayerischer Jahrhundert-Sportpreis

### Eigene Werke
- Ski-Zirkus – Meine 10 Jahre im Hochleistungssport. Ullstein, Frankfurt am Main, Berlin, Wien 1977, ISBN 978-3-550-17672-2.
- mit Christian Neureuther: Unser Skibuch. Mosaik-Verlag, München 1983, ISBN 978-3-570-00735-8.
- Gewinnen mit Walking – Das Original-Rosi-Mittermaier-Walking-Buch. Rau, Düsseldorf 1994, ISBN 978-3-7919-0531-0.
- mit Christian Neureuther: Nordic Walking. Knaur-Ratgeber-Verlag, München 2004, ISBN 978-3-426-64139-2.
- Stabile Knochen, mobiles Leben: Osteoporose aktiv begegnen, vermeiden, behandeln und beweglich bleiben. Knaur, München 2005, ISBN 978-3-426-64277-1.
- mit Christian Neureuther und Andreas Wilhelm: Nordic-Walking-Praxisbuch – Leichter Einstieg in 7 Schritten mit der Nordic-ALFA-Technik. Knaur, München 2006, ISBN 978-3-426-64341-9.
- mit Christian Neureuther: Neuer Schwung – Für alle, die die Freude am Skifahren (wieder) entdecken wollen. Nymphenburger, München 2008, ISBN 978-3-485-01146-4.
- mit Christian Neureuther und Bernd Wohlfahrt: Die Heilkraft des Sports – mit Spaß und Freude mehr Gesundheit. Nymphenburger, München 2008, ISBN 978-3-485-01130-3.
- mit Christian Neureuther: Sicher durch den Skiwinter. Nymphenburger, München 2009, ISBN 978-3-485-01189-1.
- Fröhlich bin ich sowieso. Nymphenburger, München 2011, ISBN 978-3-485-01321-5.
- mit Christian Neureuther: Die schönsten Schneeschuhtouren – Bayern, Tirol, Salzburger Land. Belser Reich, Luzern 2012, ISBN 978-3-7243-1043-3.
- mit Barbara Mauerer und Christian Neureuther: Kraftort Alpen. Herbig, München 2013, ISBN 978-3-7243-1050-1.
- mit Christian Neureuther: Mit Rosi und Christian in Südtirol – Kulinarische Begegnungen. Edition Raetia, Bozen 2016, ISBN 978-88-7283-555-5.

### Biographien
- Kurt Lavall: Gold-Rosi, Skikönigin von Innsbruck. Arena, Würzburg 1976, ISBN 3-401-01288-6.
- Jupp Suttner: Rosi Mittermaier. Sonderausgabe. Copress-Verlag, München 1976, ISBN 3-7679-0103-X.